# Teplické Předměstí
Teplické Předměstí (německy:Teplitzer Vorst) je část města Bílina v okrese Teplice. Nachází se na severu Bíliny. V roce 2009 zde bylo evidováno 742 adres. V roce 2001 zde trvale žilo 9952 obyvatel.
Teplické Předměstí leží v katastrálním území Bílina o výměře 12,72 km2.